# Ansamblul Grecescu din Drobeta Turnu Severin
Ansamblul Grecescu din Drobeta Turnu Severin este un ansamblu de monumente istorice aflat pe teritoriul municipiului Drobeta Turnu Severin.

Ansamblul este format din două monumente:
- Biserica „Sf. Ioan Botezătorul” (cod LMI MH-II-m-A-10179.01)
- Spitalul Grecescu (cod LMI MH-II-m-A-10179.02)